# St. Michael (Titting)

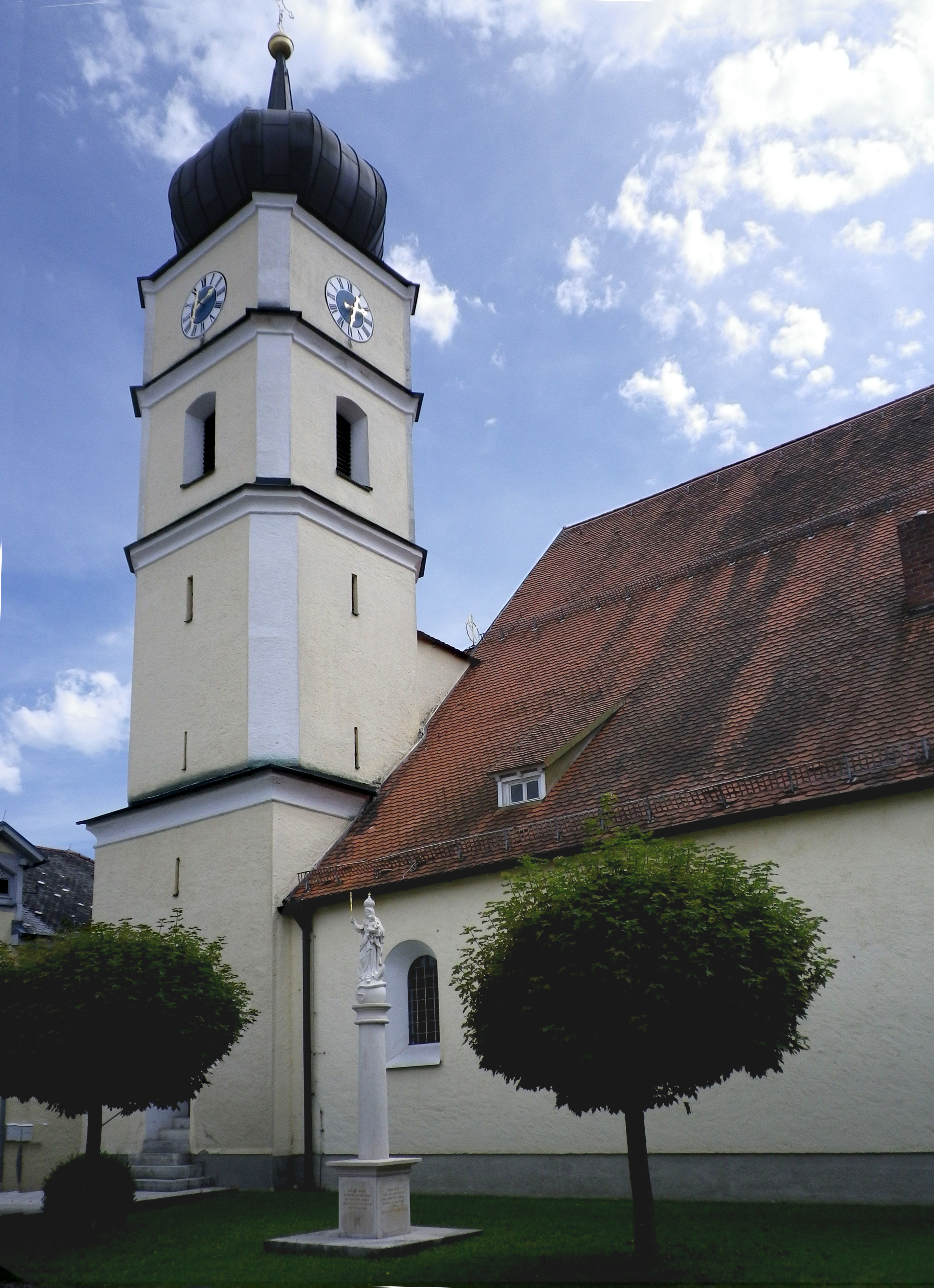
St. Michael in Titting

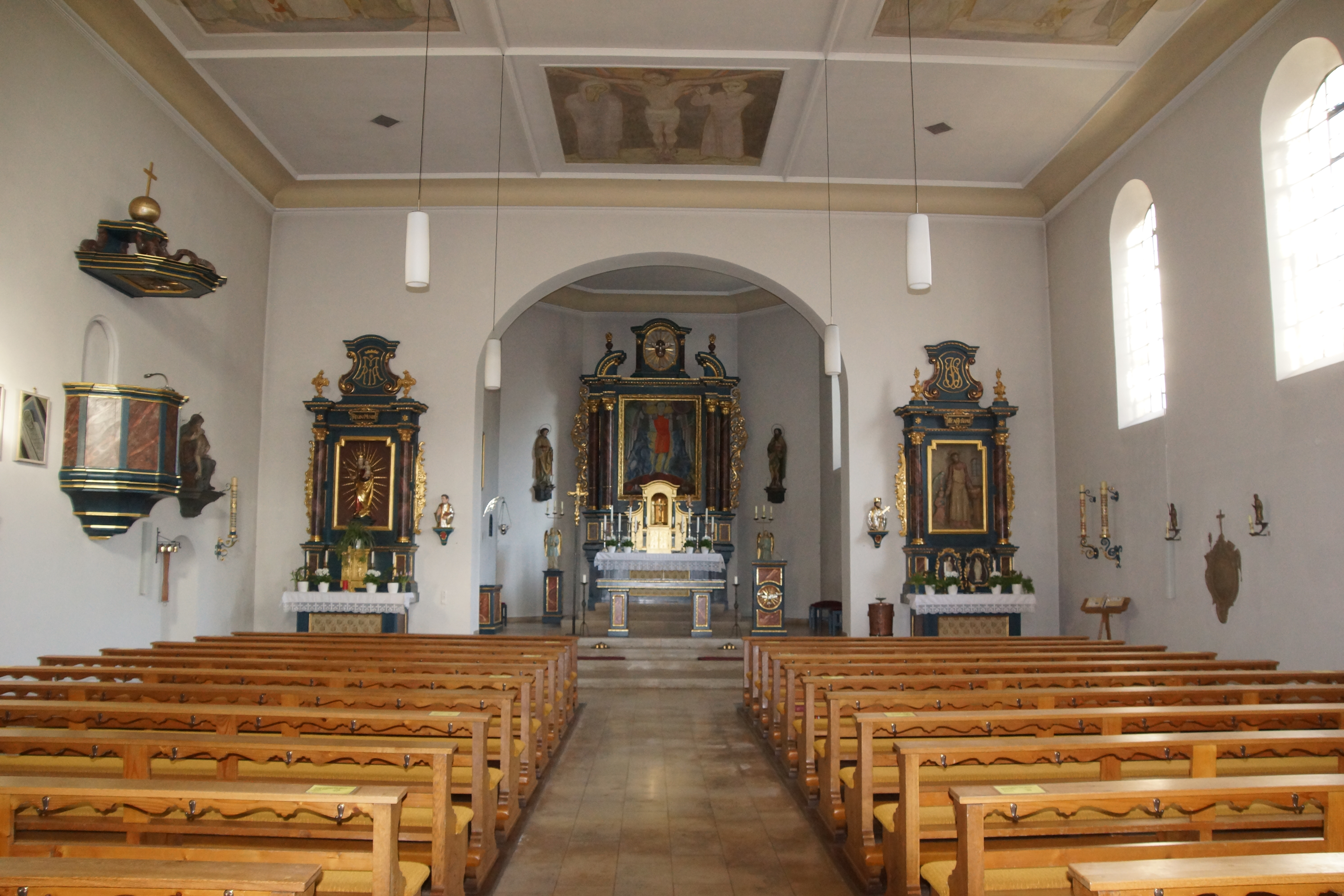
Innenraum

Die römisch-katholische Pfarrkirche St. Michael steht in Titting, einem Markt im oberbayerischen Landkreis Eichstätt. Das Bauwerk ist in der Liste der Baudenkmäler in Titting als Baudenkmal unter der Nr. D-1-76-164-1 eingetragen. Die Pfarrei gehört zum Dekanat Eichstätt im Bistum Eichstätt.

## Beschreibung
Eine erste Kirche in Titting ist im 12. Jahrhundert nachzuweisen, an die 1713 der Turm angebaut wurde. Ihr Langhaus wurde 1950 abgerissen und 1951 die
Saalkirche neu erbaut. Diese Kirche besteht aus dem Langhaus, dem eingezogenen, dreiseitig geschlossenen Chor im Osten und dem Chorflankenturm an der Nordwand des Chors. Der mit einer Zwiebelhaube bedeckte barocke, nach Plänen von Johann Benedikt Ettl gebaute Kirchturm wurde von dem Vorgängerbau übernommen. Sein oberstes Geschoss enthält die Turmuhr, das Geschoss darunter den Glockenstuhl, in dem vier Glocken hängen. Die ältesten Glocken mit den Schlagtönen f′, as′ und b′, 810, 500 und 350 kg goss 1929 Karl Hamm in Regensburg; die mit 298 kg leichteste Glocke mit Ton c″ kam 1970 von Friedrich Wilhelm Schilling, Heidelberg.
Das Langhaus ist mit einer Kassettendecke überspannt, der Chor mit einer Flachdecke. 
Die barocken Altäre aus der Zeit um 1700 wurden aus der Vorgängerkirche übernommen. Das Bild im Altarblatt des Hochaltars ist jedoch eine moderne, vorwiegend in den Farben Blau, Rot und Gelb flächig gestaltete Darstellung des Kirchenpatrons St. Michael, Mitte der 1950er-Jahre gemalt von Albert Burkart aus München. Das Antependium des Hochaltars enthält ein Relief der Beweinung Christi, das um 1490 geschaffen wurde. Es stammt aus der Annakapelle des ehemaligen Friedhofs. Seitlich vom Hochaltar stehen an der Rückwand des Chors links und rechts Figuren des heiligen Stephanus und des heiligen Johannes des Täufers. Ein in den 1950er-Jahren entstandenes Relief im rechten Seitenaltar zeigt den heiligen Josef, den Arbeiter. Auf dem linken Seitenaltar steht eine spätgotische Madonna mit dem Jesuskind aus dem Zeit um 1510.